# Cristian Cortès
Cristian Cortès Lladó (Barcelona, España, 1904-1974).
Primo de los médicos Antonio, Mario y José Cortés Lladó y hermano de Carme Cortès. Médico. Se licenció en medicina en la Universidad de Barcelona (1925), donde pronto ejerció como profesor adjunto en la cátedra de patología y clínicas médicas. 
En 1926 fue a Francia para ampliar sus estudios en Lyon y en París. Fue Jefe del Servicio de Enfermedades del Corazón del Hospital Clínico de Barcelona y también Inspector Municipal de Sanidad (1930); Director del Instituto de Cardiología de la Generalidad (1932); Regidor de Cultura del Ayuntamiento de Barcelona y consejero delegado Higiene y Sanidad (1934). 
Durante la Guerra Civil fue capitán y jefe del Servicio de Depuración de Aguas del ejército. Al poco tiempo de estar exiliado en Francia, no tardó en pasar a Venezuela (1940). Posteriormente se instaló en México, fundando los Laboratorios Servet (1943). Colaboró con la JARE (Junta de Auxilio a los Republicanos Españoles) y fue miembro del Consejo Técnico de la JAL (Junta Española de Liberación)
Fue Adjunto del Instituto Nacional de Cardiología de México (1944) y profesor de la Cátedra de Patología Médica de la Facultad de Medicina (1946).
Regresó a Cataluña en 1970.
Fue colaborador de las revistas: Revista Médica de Barcelona, Ars Medica, Annals de Medicina,  Le Monde Medicial, etc. Es autor de La insuficiencia cardíaca (1933) y del volumen L'electrocardigrafia en les malalties del cor, de la serie de Monografies Mèdiques (1936).

Escribió el libro "Els Setantí", 1973, que tiene el valor de ser, hasta el presente, la única monografía consagrada al estudio de una familia de "ciutadans honrats" y sus orígenes.